# Heresiarches heinrichi
Heresiarches heinrichi är en stekelart som beskrevs av Tohru Uchida 1932. Heresiarches heinrichi ingår i släktet Heresiarches och familjen brokparasitsteklar. Inga underarter finns listade i Catalogue of Life.